# Ørjan Nyland
Ørjan Håskjold Nyland (Volda, 10 settembre 1990) è un calciatore norvegese, portiere del Siviglia e della nazionale norvegese.

## Carriera

### Club

#### Volda e Hødd
Nyland ha giocato con la maglia del Volda nella 3. divisjon, prima di passare all'Hødd. Ha fatto parte della rosa della squadra che ha centrato la promozione nella 1. divisjon nel campionato 2007. L'esordio in questa divisione è arrivato il 12 ottobre 2008, quando è stato schierato titolare nella sconfitta per 4-0 contro l'Odd Grenland. A fine stagione, la squadra è retrocessa nella 2. divisjon, ma si è riguadagnata la promozione nel campionato 2010. Nel 2012, ha contribuito alla cavalcata dell'Hødd verso la finale dell'edizione stagionale del Norgesmesterskapet, contro il Tromsø, poi vinta anche in virtù delle sue parate.

#### Molde
Il 29 novembre 2012, è stato ufficializzato il suo trasferimento al Molde, a partire dal 1º gennaio seguente. Il 25 settembre 2013, ha rinnovato il contratto che lo legava al club. Il 4 ottobre 2014 ha vinto il campionato 2014 con il suo Molde, raggiungendo matematicamente il successo finale con quattro giornate d'anticipo grazie alla vittoria per 1-2 sul campo del Viking. Il 17 ottobre successivo, il suo nome è stato inserito tra i candidati per la vittoria del premio Kniksen per il miglior portiere del campionato. Il 10 novembre, si è aggiudicato la vittoria in questa categoria. Il 23 novembre successivo, il Molde ha centrato il successo finale nel Norgesmesterskapet 2014, ottenendo così il double.
Anche se trasferitosi all'estero, il 21 ottobre 2015 ha ricevuto la candidatura come miglior portiere del campionato norvegese per l'edizione annuale del premio Kniksen, poi vinto.

#### Ingolstadt 04
Il 30 giugno 2015, i tedeschi dell'Ingolstadt 04 hanno annunciato l'ingaggio del giocatore, che si è legato al club neopromosso nella Bundesliga con un contratto quadriennale.

#### Aston Villa e Norwich City
Il 7 agosto 2018 firma per l'Aston Villa.
Il 1º febbraio 2021, dopo alcuni mesi da svincolato, viene tesserato dal Norwich City. A fine stagione non rinnova il suo contratto con il club.

#### Bournemouth e Reading
Il 17 agosto 2021 firma per il Bournemouth. Il 31 gennaio 2022 rescinde il proprio contratto con il club, con cui comunque ha continuato ad allenarsi per recuperare da un infortunio al polpaccio.
Il 10 marzo 2022 si accasa al Reading, con cui raccoglie 10 presenze fino al termine della stagione.

#### RB Lipsia
Rimasto senza contratto, il 9 ottobre 2022, dopo l'infortunio di Péter Gulácsi, viene ingaggiato fino al termine della stagione dal RB Lipsia.

#### Siviglia
Il 20 agosto 2023 firma un contratto annuale col Siviglia.
Il 23 maggio 2024 rinnova il proprio contratto con il club sino al 2026.

### Nazionale
Conta 3 presenze per la Norvegia under 21. Ha esordito il 2 giugno 2011, nella sconfitta per 1-4 contro la Svezia under 21, in amichevole. Il 16 ottobre 2012, alla sua terza presenza, ha giocato la prima partita in gare ufficiali: ha difeso i pali della selezione scandinava contro la Francia under 21, nello spareggio valido per accedere alla fase finale del campionato europeo di categoria del 2013. Il 7 maggio 2013, è stato incluso nella lista provvisoria consegnata all'UEFA dal commissario tecnico Tor Ole Skullerud in vista della fase finale del torneo. Il 22 maggio, il suo nome è comparso tra quelli dei 23 calciatori scelti per la manifestazione. La selezione norvegese ha superato la fase a gironi, per poi venire eliminata dalla Spagna under 21 in semifinale. In base al regolamento, la Norvegia ha ricevuto la medaglia di bronzo in ex aequo con l'Olanda, altra semifinalista battuta. Il 21 giugno 2013, il nome di Nyland è stato inserito nella squadra ideale del torneo, elaborata dall'UEFA.
Il 19 novembre 2013 ha debuttato nella Nazionale maggiore: è stato schierato titolare nella sconfitta per 0-1 contro la Scozia, in un'amichevole disputata a Molde.

## Statistiche

### Presenze e reti nei club
Statistiche aggiornate al 12 maggio 2024.
| Stagione             | Club                 | Campionato           | Campionato | Campionato | Coppe nazionali | Coppe nazionali | Coppe nazionali | Coppe continentali | Coppe continentali | Coppe continentali | Supercoppe | Supercoppe | Supercoppe | Totale | Totale |
| Stagione             | Club                 | Comp                 | Pres       | Reti       | Comp            | Pres            | Reti            | Comp               | Pres               | Reti               | Comp       | Pres       | Reti       | Pres   | Reti   |
| -------------------- | -------------------- | -------------------- | ---------- | ---------- | --------------- | --------------- | --------------- | ------------------ | ------------------ | ------------------ | ---------- | ---------- | ---------- | ------ | ------ |
| 2006                 | Volda                | 3D                   | 10         | -?         | CN              | ?               | -?              | -                  | -                  | -                  | -          | -          | -          | ?      | -?     |
| 2007                 | Hødd                 | 2D                   | ?          | -?         | CN              | ?               | -?              | -                  | -                  | -                  | -          | -          | -          | ?      | -?     |
| 2008                 | Hødd                 | 1D                   | 3          | -7         | -               | -               | -               | -                  | -                  | -                  | -          | -          | -          | 3      | -7     |
| 2009                 | Hødd                 | 2D                   | ?          | -?         | -               | -               | -               | -                  | -                  | -                  | -          | -          | -          | ?      | -?     |
| 2010                 | Hødd                 | 2D                   | ?          | -?         | -               | -               | -               | -                  | -                  | -                  | -          | -          | -          | ?      | -?     |
| 2011                 | Hødd                 | 1D                   | 20         | -35        | -               | -               | -               | -                  | -                  | -                  | -          | -          | -          | 20     | -35    |
| 2012                 | Hødd                 | 1D                   | 28         | -48        | CN              | 7               | -5              | -                  | -                  | -                  | -          | -          | -          | 35     | -53    |
| Totale Hødd          | Totale Hødd          | Totale Hødd          | ?          | -?         |                 | ?               | -?              |                    | -                  | -                  |            | -          | -          | ?      | -?     |
| 2013                 | Molde                | ES                   | 20         | -25        | CN              | 6               | -7              | UCL+UEL            | 4+2                | -1 + -5            | -          | -          | -          | 32     | -38    |
| 2014                 | Molde                | ES                   | 28         | -22        | CN              | 5               | -3              | UEL                | 4                  | -5                 | -          | -          | -          | 37     | -30    |
| gen.-lug. 2015       | Molde                | ES                   | 13         | -14        | CN              | 2               | 0               | UCL                | -                  | -                  | -          | -          | -          | 15     | -14    |
| Totale Molde         | Totale Molde         | Totale Molde         | 61         | -61        |                 | 13              | -10             |                    | 10                 | -11                |            | -          | -          | 84     | -82    |
| 2015-2016            | Ingolstadt 04 II     | RL                   | 1          | -2         | -               | -               | -               | -                  | -                  | -                  | -          | -          | -          | 1      | -2     |
| 2015-2016            | Ingolstadt 04        | BL                   | 6          | -13        | CG              | 1               | -2              | -                  | -                  | -                  | -          | -          | -          | 7      | -15    |
| 2016-2017            | Ingolstadt 04        | BL                   | 12         | -23        | CG              | 1               | 0               | -                  | -                  | -                  | -          | -          | -          | 13     | -23    |
| 2017-2018            | Ingolstadt 04        | 2L                   | 30         | -36        | CG              | 3               | -3              | -                  | -                  | -                  | -          | -          | -          | 33     | -39    |
| Totale Ingolstadt 04 | Totale Ingolstadt 04 | Totale Ingolstadt 04 | 48         | -72        |                 | 5               | -5              |                    | -                  | -                  |            | -          | -          | 53     | -77    |
| 2018-2019            | Aston Villa          | FLC                  | 23         | -34        | FACup+CdL       | 0+0             | 0               | -                  | -                  | -                  | -          | -          | -          | 23     | -34    |
| 2019-2020            | Aston Villa          | PL                   | 7          | -12        | FACup+CdL       | 1+4             | -2 + -4         | -                  | -                  | -                  | -          | -          | -          | 12     | -18    |
| ago.-ott. 2020       | Aston Villa          | PL                   | 0          | 0          | FACup+CdL       | 0+1             | 0 + -1          | -                  | -                  | -                  | -          | -          | -          | 1      | -1     |
| feb.-giu. 2021       | Norwich City         | FLC                  | 0          | 0          | FACup+CdL       | 0+0             | 0               | -                  | -                  | -                  | -          | -          | -          | 0      | 0      |
| ago. 2021-gen. 2022  | Bournemouth          | FLC                  | 1          | 0          | FACup+CdL       | 1+1             | -1 + -6         | -                  | -                  | -                  | -          | -          | -          | 3      | -7     |
| mar.-giu. 2022       | Reading              | FLC                  | 10         | -15        | FACup+CdL       | 0+0             | 0+0             | -                  | -                  | -                  | -          | -          | -          | 10     | -15    |
| ott. 2022-2023       | RB Lipsia            | BL                   | 2          | -2         | CG              | 1               | -1              | UCL                | 0                  | 0                  | SG         | -          | -          | 3      | -3     |
| 2023-2024            | Siviglia             | PD                   | 21         | -22        | CR              | 2               | -1              | UCL                | 2                  | -4                 | SU         | -          | -          | 25     | -27    |
| Totale carriera      | Totale carriera      | Totale carriera      | ?          | -?         |                 | ?               | -?              |                    | 12                 | -15                |            | -          | -          | ?      | -?     |

### Cronologia presenze e reti in nazionale
| Cronologia completa delle presenze e delle reti in nazionale ― Norvegia | Cronologia completa delle presenze e delle reti in nazionale ― Norvegia | Cronologia completa delle presenze e delle reti in nazionale ― Norvegia | Cronologia completa delle presenze e delle reti in nazionale ― Norvegia | Cronologia completa delle presenze e delle reti in nazionale ― Norvegia | Cronologia completa delle presenze e delle reti in nazionale ― Norvegia | Cronologia completa delle presenze e delle reti in nazionale ― Norvegia | Cronologia completa delle presenze e delle reti in nazionale ― Norvegia |
| Data                                                                    | Città                                                                   | In casa                                                                 | Risultato                                                               | Ospiti                                                                  | Competizione                                                            | Reti                                                                    | Note                                                                    |
| ----------------------------------------------------------------------- | ----------------------------------------------------------------------- | ----------------------------------------------------------------------- | ----------------------------------------------------------------------- | ----------------------------------------------------------------------- | ----------------------------------------------------------------------- | ----------------------------------------------------------------------- | ----------------------------------------------------------------------- |
| 19-11-2013                                                              | Molde                                                                   | Norvegia                                                                | 0 – 1                                                                   | Scozia                                                                  | Amichevole                                                              | -1                                                                      |                                                                         |
| 15-1-2014                                                               | Abu Dhabi                                                               | Moldavia                                                                | 1 – 2                                                                   | Norvegia                                                                | Amichevole                                                              | -1                                                                      |                                                                         |
| 5-3-2014                                                                | Praga                                                                   | Rep. Ceca                                                               | 2 – 2                                                                   | Norvegia                                                                | Amichevole                                                              | -2                                                                      |                                                                         |
| 27-5-2014                                                               | Saint-Denis                                                             | Francia                                                                 | 4 – 0                                                                   | Norvegia                                                                | Amichevole                                                              | -4                                                                      |                                                                         |
| 3-9-2014                                                                | Londra                                                                  | Inghilterra                                                             | 1 – 0                                                                   | Norvegia                                                                | Amichevole                                                              | -1                                                                      |                                                                         |
| 9-9-2014                                                                | Oslo                                                                    | Norvegia                                                                | 0 – 2                                                                   | Italia                                                                  | Qual. Euro 2016                                                         | -2                                                                      |                                                                         |
| 10-10-2014                                                              | Ta' Qali                                                                | Malta                                                                   | 0 – 3                                                                   | Norvegia                                                                | Qual. Euro 2016                                                         | -                                                                       |                                                                         |
| 13-10-2014                                                              | Oslo                                                                    | Norvegia                                                                | 2 – 1                                                                   | Bulgaria                                                                | Qual. Euro 2016                                                         | -1                                                                      |                                                                         |
| 12-11-2014                                                              | Oslo                                                                    | Norvegia                                                                | 0 – 1                                                                   | Estonia                                                                 | Amichevole                                                              | -1                                                                      |                                                                         |
| 16-11-2014                                                              | Baku                                                                    | Azerbaigian                                                             | 0 – 1                                                                   | Norvegia                                                                | Qual. Euro 2016                                                         | -                                                                       |                                                                         |
| 28-3-2015                                                               | Zagabria                                                                | Croazia                                                                 | 5 – 1                                                                   | Norvegia                                                                | Qual. Euro 2016                                                         | -5                                                                      | 66’                                                                     |
| 8-6-2015                                                                | Oslo                                                                    | Norvegia                                                                | 0 – 0                                                                   | Svezia                                                                  | Amichevole                                                              | -                                                                       |                                                                         |
| 12-6-2015                                                               | Oslo                                                                    | Norvegia                                                                | 0 – 0                                                                   | Azerbaigian                                                             | Qual. Euro 2016                                                         | -                                                                       |                                                                         |
| 3-9-2015                                                                | Sofia                                                                   | Bulgaria                                                                | 0 – 1                                                                   | Norvegia                                                                | Qual. Euro 2016                                                         | -                                                                       |                                                                         |
| 6-9-2015                                                                | Oslo                                                                    | Norvegia                                                                | 2 – 0                                                                   | Croazia                                                                 | Qual. Euro 2016                                                         | -                                                                       |                                                                         |
| 10-10-2015                                                              | Oslo                                                                    | Norvegia                                                                | 2 – 0                                                                   | Malta                                                                   | Qual. Euro 2016                                                         | -                                                                       |                                                                         |
| 13-10-2015                                                              | Roma                                                                    | Italia                                                                  | 2 – 1                                                                   | Norvegia                                                                | Qual. Euro 2016                                                         | -2                                                                      |                                                                         |
| 12-11-2015                                                              | Oslo                                                                    | Norvegia                                                                | 0 – 1                                                                   | Ungheria                                                                | Qual. Euro 2016                                                         | -1                                                                      |                                                                         |
| 15-11-2015                                                              | Budapest                                                                | Ungheria                                                                | 2 – 1                                                                   | Norvegia                                                                | Qual. Euro 2016                                                         | -2                                                                      |                                                                         |
| 29-3-2016                                                               | Oslo                                                                    | Norvegia                                                                | 2 – 0                                                                   | Finlandia                                                               | Amichevole                                                              | -                                                                       | 46’                                                                     |
| 1-6-2016                                                                | Oslo                                                                    | Norvegia                                                                | 3 – 2                                                                   | Islanda                                                                 | Amichevole                                                              | -2                                                                      |                                                                         |
| 5-6-2016                                                                | Bruxelles                                                               | Belgio                                                                  | 3 – 2                                                                   | Norvegia                                                                | Amichevole                                                              | -3                                                                      |                                                                         |
| 31-8-2016                                                               | Oslo                                                                    | Norvegia                                                                | 0 – 1                                                                   | Bielorussia                                                             | Amichevole                                                              | -1                                                                      |                                                                         |
| 13-6-2017                                                               | Oslo                                                                    | Norvegia                                                                | 1 – 1                                                                   | Svezia                                                                  | Amichevole                                                              | -1                                                                      |                                                                         |
| 8-10-2017                                                               | Oslo                                                                    | Norvegia                                                                | 1 – 0                                                                   | Irlanda del Nord                                                        | Qual. Mondiali 2018                                                     | -                                                                       |                                                                         |
| 26-3-2018                                                               | Elbasan                                                                 | Albania                                                                 | 0 – 1                                                                   | Norvegia                                                                | Amichevole                                                              | -                                                                       |                                                                         |
| 6-6-2018                                                                | Oslo                                                                    | Norvegia                                                                | 1 – 0                                                                   | Panama                                                                  | Amichevole                                                              | -                                                                       | 46’                                                                     |
| 18-11-2019                                                              | Ta' Qali                                                                | Malta                                                                   | 1 – 2                                                                   | Norvegia                                                                | Qual. Euro 2020                                                         | -1                                                                      |                                                                         |
| 7-9-2021                                                                | Oslo                                                                    | Norvegia                                                                | 5 – 1                                                                   | Gibilterra                                                              | Qual. Mondiali 2022                                                     | -1                                                                      |                                                                         |
| 8-10-2021                                                               | Istanbul                                                                | Turchia                                                                 | 1 – 1                                                                   | Norvegia                                                                | Qual. Mondiali 2022                                                     | -1                                                                      |                                                                         |
| 11-10-2021                                                              | Oslo                                                                    | Norvegia                                                                | 2 – 0                                                                   | Montenegro                                                              | Qual. Mondiali 2022                                                     | -                                                                       | 73’                                                                     |
| 13-11-2021                                                              | Oslo                                                                    | Norvegia                                                                | 0 – 0                                                                   | Lettonia                                                                | Qual. Mondiali 2022                                                     | -                                                                       |                                                                         |
| 16-11-2021                                                              | Rotterdam                                                               | Paesi Bassi                                                             | 2 – 0                                                                   | Norvegia                                                                | Qual. Mondiali 2022                                                     | -2                                                                      |                                                                         |
| 25-3-2022                                                               | Oslo                                                                    | Norvegia                                                                | 2 – 0                                                                   | Slovacchia                                                              | Amichevole                                                              | -                                                                       |                                                                         |
| 2-6-2022                                                                | Belgrado                                                                | Serbia                                                                  | 0 – 1                                                                   | Norvegia                                                                | UEFA Nations League 2022-2023 - 1º turno                                | -                                                                       |                                                                         |
| 5-6-2022                                                                | Solna                                                                   | Svezia                                                                  | 1 – 2                                                                   | Norvegia                                                                | UEFA Nations League 2022-2023 - 1º turno                                | -1                                                                      |                                                                         |
| 9-6-2022                                                                | Oslo                                                                    | Norvegia                                                                | 0 – 0                                                                   | Slovenia                                                                | UEFA Nations League 2022-2023 - 1º turno                                | -                                                                       |                                                                         |
| 12-6-2022                                                               | Oslo                                                                    | Norvegia                                                                | 3 – 2                                                                   | Svezia                                                                  | UEFA Nations League 2022-2023 - 1º turno                                | -2                                                                      |                                                                         |
| 24-9-2022                                                               | Lubiana                                                                 | Slovenia                                                                | 2 – 1                                                                   | Norvegia                                                                | UEFA Nations League 2022-2023 - 1º turno                                | -2                                                                      |                                                                         |
| 27-9-2022                                                               | Oslo                                                                    | Norvegia                                                                | 0 – 2                                                                   | Serbia                                                                  | UEFA Nations League 2022-2023 - 1º turno                                | -2                                                                      |                                                                         |
| 17-11-2022                                                              | Dublino                                                                 | Irlanda                                                                 | 1 – 2                                                                   | Norvegia                                                                | Amichevole                                                              | -1                                                                      |                                                                         |
| 20-11-2022                                                              | Oslo                                                                    | Norvegia                                                                | 1 – 1                                                                   | Finlandia                                                               | Amichevole                                                              | -1                                                                      |                                                                         |
| 25-3-2023                                                               | Malaga                                                                  | Spagna                                                                  | 3 – 0                                                                   | Norvegia                                                                | Qual. Euro 2024                                                         | -3                                                                      |                                                                         |
| 28-3-2023                                                               | Batumi                                                                  | Georgia                                                                 | 1 – 1                                                                   | Norvegia                                                                | Qual. Euro 2024                                                         | -1                                                                      |                                                                         |
| 17-6-2023                                                               | Oslo                                                                    | Norvegia                                                                | 1 – 2                                                                   | Scozia                                                                  | Qual. Euro 2024                                                         | -2                                                                      |                                                                         |
| 20-6-2023                                                               | Oslo                                                                    | Norvegia                                                                | 3 – 1                                                                   | Cipro                                                                   | Qual. Euro 2024                                                         | -1                                                                      |                                                                         |
| 7-9-2023                                                                | Oslo                                                                    | Norvegia                                                                | 6 – 0                                                                   | Giordania                                                               | Amichevole                                                              | -                                                                       | 46’                                                                     |
| 12-9-2023                                                               | Oslo                                                                    | Norvegia                                                                | 2 – 1                                                                   | Georgia                                                                 | Qual. Euro 2024                                                         | -1                                                                      |                                                                         |
| 12-10-2023                                                              | Larnaca                                                                 | Cipro                                                                   | 0 – 4                                                                   | Norvegia                                                                | Qual. Euro 2024                                                         | -                                                                       |                                                                         |
| 15-10-2023                                                              | Oslo                                                                    | Norvegia                                                                | 0 – 1                                                                   | Spagna                                                                  | Qual. Euro 2024                                                         | -1                                                                      |                                                                         |
| 22-3-2024                                                               | Oslo                                                                    | Norvegia                                                                | 1 – 2                                                                   | Rep. Ceca                                                               | Amichevole                                                              | -2                                                                      |                                                                         |
| 26-3-2024                                                               | Oslo                                                                    | Norvegia                                                                | 1 – 1                                                                   | Slovacchia                                                              | Amichevole                                                              | -1                                                                      |                                                                         |
| 5-6-2024                                                                | Oslo                                                                    | Norvegia                                                                | 3 – 0                                                                   | Kosovo                                                                  | Amichevole                                                              | -                                                                       |                                                                         |
| 8-6-2024                                                                | Brøndbyvester                                                           | Danimarca                                                               | 3 – 1                                                                   | Norvegia                                                                | Amichevole                                                              | -3                                                                      |                                                                         |
| 6-9-2024                                                                | Almaty                                                                  | Kazakistan                                                              | 0 – 0                                                                   | Norvegia                                                                | UEFA Nations League 2024-2025 - 1º turno                                | -                                                                       |                                                                         |
| 9-9-2024                                                                | Oslo                                                                    | Norvegia                                                                | 2 – 1                                                                   | Austria                                                                 | UEFA Nations League 2024-2025 - 1º turno                                | -1                                                                      |                                                                         |
| 10-10-2024                                                              | Oslo                                                                    | Norvegia                                                                | 3 – 0                                                                   | Slovenia                                                                | UEFA Nations League 2024-2025 - 1º turno                                | -                                                                       |                                                                         |
| 13-10-2024                                                              | Linz                                                                    | Austria                                                                 | 5 – 1                                                                   | Norvegia                                                                | UEFA Nations League 2024-2025 - 1º turno                                | -5                                                                      |                                                                         |
| 22-3-2025                                                               | Chișinău                                                                | Moldavia                                                                | 0 – 5                                                                   | Norvegia                                                                | Qual. Mondiali 2026                                                     | -                                                                       |                                                                         |
| 25-3-2025                                                               | Debrecen                                                                | Israele                                                                 | 2 – 4                                                                   | Norvegia                                                                | Qual. Mondiali 2026                                                     | -2                                                                      |                                                                         |
| 6-6-2025                                                                | Oslo                                                                    | Norvegia                                                                | 3 – 0                                                                   | Italia                                                                  | Qual. Mondiali 2026                                                     | -                                                                       |                                                                         |
| 9-6-2025                                                                | Tallinn                                                                 | Estonia                                                                 | 0 – 1                                                                   | Norvegia                                                                | Qual. Mondiali 2026                                                     | -                                                                       |                                                                         |
| Totale                                                                  |                                                                         | Presenze                                                                | 62                                                                      |                                                                         | Reti                                                                    | -67                                                                     |                                                                         |

## Palmarès

### Club
- Coppa di Norvegia: 3

Hødd: 2012
Molde: 2013, 2014
- Campionato norvegese: 1

Molde: 2014
- Campionato inglese di seconda divisione: 1

Norwich City: 2020-2021
- Coppa di Germania: 1

Lipsia: 2022-2023

### Individuale
- Inserito nella selezione UEFA dell'Europeo Under-21: 1

Israele 2013
- Miglior portiere dell'Eliteserien: 2

2014, 2015